# Linha do Corgo
| Bahnbrücke über den Rio Corgo |                     |                           |                           |
| Streckenlänge: | 96,2 km             |                           |                           |
| Spurweite: | 1000 mm (Meterspur) |                           |                           |
| |                     |                           |                           |
| \| \| 0,0 \| Régua zur Linha do Douro \| Régua zur Linha do Douro \| \| \| \| \| \| \| \| \| Brücke über den Rio Corgo \| \| \| \| 1,2 \| Corgo \| Corgo \| \| \| 3,4 \| Tanha \| Tanha \| \| \| \| Rio Tanha \| \| \| \| 7,1 \| Alvações \| Alvações \| \| \| 11,4 \| Povoação \| Povoação \| \| \| 14,3 \| Carrazedo \| Carrazedo \| \| \| 18,0 \| Cruzeiro \| Cruzeiro \| \| \| 25,1 \| Vila Real \| Vila Real \| \| \| \| Übergang \| \| \| \| 28,8 \| Abambres \| Abambres \| \| \| \| Übergang \| \| \| \| 32,5 \| Cigarrosa \| Cigarrosa \| \| \| 34,9 \| Fortunho \| Fortunho \| \| \| 38,8 \| Samardã \| Samardã \| \| \| \| Brücke von Tourencinho \| \| \| \| 45,1 \| Tourencinho \| Tourencinho \| \| \| 48,1 \| Zimão \| Zimão \| \| \| \| Ponte da Parada \| \| \| \| 50,4 \| Parada de Aguiar \| Parada de Aguiar \| \| \| 54,1 \| Vila Pouca de Aguiar \| Vila Pouca de Aguiar \| \| \| 57,7 \| Nuzedo \| Nuzedo \| \| \| 61,1 \| Pedras Salgadas \| Pedras Salgadas \| \| \| 64,3 \| Sabroso \| Sabroso \| \| \| 70,5 \| Loivos \| Loivos \| \| \| 74,8 \| Oura \| Oura \| \| \| 75,7 \| Sálus \| Sálus \| \| \| 76,5 \| Vidago \| Vidago \| \| \| 77,5 \| Campilho \| Campilho \| \| \| 81,0 \| Paranheiras \| Paranheiras \| \| \| 84,6 \| Peneda \| Peneda \| \| \| 87,0 \| Vilela do Tâmega \| Vilela do Tâmega \| \| \| \| Rio Tâmega \| \| \| \| 89,5 \| Tâmega \| Tâmega \| \| \| 94,4 \| Fonte Nova \| Fonte Nova \| \| \| 96,2 \| Chaves \| Chaves \| |                     |                           |                           |
| Kopfbahnhof Streckenanfang (Strecke außer Betrieb) | 0,0                 | Régua zur Linha do Douro  | Régua zur Linha do Douro  |
| Strecke mit Straßenbrücke (Strecke außer Betrieb) |                     |                           |                           |
| Brücke über Wasserlauf (Strecke außer Betrieb) |                     | Brücke über den Rio Corgo | Brücke über den Rio Corgo |
| Haltepunkt / Haltestelle (Strecke außer Betrieb) | 1,2                 | Corgo                     | Corgo                     |
| Haltepunkt / Haltestelle (Strecke außer Betrieb) | 3,4                 | Tanha                     | Tanha                     |
| Brücke über Wasserlauf (Strecke außer Betrieb) |                     | Rio Tanha                 | Rio Tanha                 |
| Bahnhof (Strecke außer Betrieb) | 7,1                 | Alvações                  | Alvações                  |
| Bahnhof (Strecke außer Betrieb) | 11,4                | Povoação                  | Povoação                  |
| Bahnhof (Strecke außer Betrieb) | 14,3                | Carrazedo                 | Carrazedo                 |
| Haltepunkt / Haltestelle (Strecke außer Betrieb) | 18,0                | Cruzeiro                  | Cruzeiro                  |
| Kopfbahnhof Streckenende (Strecke außer Betrieb) | 25,1                | Vila Real                 | Vila Real                 |
| Bahnübergang (Strecke außer Betrieb) |                     | Übergang                  | Übergang                  |
| Bahnhof (Strecke außer Betrieb) | 28,8                | Abambres                  | Abambres                  |
| Bahnübergang (Strecke außer Betrieb) |                     | Übergang                  | Übergang                  |
| Haltepunkt / Haltestelle (Strecke außer Betrieb) | 32,5                | Cigarrosa                 | Cigarrosa                 |
| Haltepunkt / Haltestelle (Strecke außer Betrieb) | 34,9                | Fortunho                  | Fortunho                  |
| Bahnhof (Strecke außer Betrieb) | 38,8                | Samardã                   | Samardã                   |
| Brücke über Wasserlauf (Strecke außer Betrieb) |                     | Brücke von Tourencinho    | Brücke von Tourencinho    |
| Haltepunkt / Haltestelle (Strecke außer Betrieb) | 45,1                | Tourencinho               | Tourencinho               |
| Bahnhof (Strecke außer Betrieb) | 48,1                | Zimão                     | Zimão                     |
| Brücke über Wasserlauf (Strecke außer Betrieb) |                     | Ponte da Parada           | Ponte da Parada           |
| Haltepunkt / Haltestelle (Strecke außer Betrieb) | 50,4                | Parada de Aguiar          | Parada de Aguiar          |
| Bahnhof (Strecke außer Betrieb) | 54,1                | Vila Pouca de Aguiar      | Vila Pouca de Aguiar      |
| Haltepunkt / Haltestelle (Strecke außer Betrieb) | 57,7                | Nuzedo                    | Nuzedo                    |
| Bahnhof (Strecke außer Betrieb) | 61,1                | Pedras Salgadas           | Pedras Salgadas           |
| Haltepunkt / Haltestelle (Strecke außer Betrieb) | 64,3                | Sabroso                   | Sabroso                   |
| Haltepunkt / Haltestelle (Strecke außer Betrieb) | 70,5                | Loivos                    | Loivos                    |
| Haltepunkt / Haltestelle (Strecke außer Betrieb) | 74,8                | Oura                      | Oura                      |
| Haltepunkt / Haltestelle (Strecke außer Betrieb) | 75,7                | Sálus                     | Sálus                     |
| Bahnhof (Strecke außer Betrieb) | 76,5                | Vidago                    | Vidago                    |
| Haltepunkt / Haltestelle (Strecke außer Betrieb) | 77,5                | Campilho                  | Campilho                  |
| Haltepunkt / Haltestelle (Strecke außer Betrieb) | 81,0                | Paranheiras               | Paranheiras               |
| Haltepunkt / Haltestelle (Strecke außer Betrieb) | 84,6                | Peneda                    | Peneda                    |
| Haltepunkt / Haltestelle (Strecke außer Betrieb) | 87,0                | Vilela do Tâmega          | Vilela do Tâmega          |
| Brücke über Wasserlauf (Strecke außer Betrieb) |                     | Rio Tâmega                | Rio Tâmega                |
| Haltepunkt / Haltestelle (Strecke außer Betrieb) | 89,5                | Tâmega                    | Tâmega                    |
| Haltepunkt / Haltestelle (Strecke außer Betrieb) | 94,4                | Fonte Nova                | Fonte Nova                |
| Kopfbahnhof Streckenende (Strecke außer Betrieb) | 96,2                | Chaves                    | Chaves                    |

Die Linha do Corgo war eine Eisenbahnstrecke im Norden von Portugal und zweigte von der Hauptstrecke Linha do Douro bei Régua ab. Die Strecke zwischen Régua und Chaves war die erste Eisenbahnstrecke, die in Portugal konstruiert und betrieben wurde. Die Strecke überwand einen Höhenunterschied von 370 Metern in den ersten 25 km zwischen Régua und Vila Real. Am 1. Januar 1990 wurde der Betrieb zwischen Chaves und Vila Real eingestellt, am 24. März 2009 folgte der verbliebene Abschnitt.

## Geschichte
Für die Strecke benötigte man einen Zug in Leichtbauweise mit einer Spurbreite von lediglich 1000 mm. In den Jahren zwischen 1875 und 1876 wurden die Züge der Strecke zwischen Régua und Vila Real noch mit Pferdekraft gezogen.
Der Bau der Strecke und deren Betrieb wurde teilweise durch die Companhia Vinícola de Portugal unterstützt, die aber später aufgelöst wurde und danach übernahm die Companhia dos Caminhos de Ferro Portugueses den Betrieb. Die Linha do Corgo wurde in den folgenden Etappen in Betrieb genommen:
- Régua—Vila Real: 12. Mai 1906
- Vila Real—Pedras Salgadas: 15. Juli 1907
- Pedras Salgadas—Vidago: 20. März 1910
- Vidago—Tâmega: 20. Juni 1919
- Tâmega—Chaves: 28. August 1921

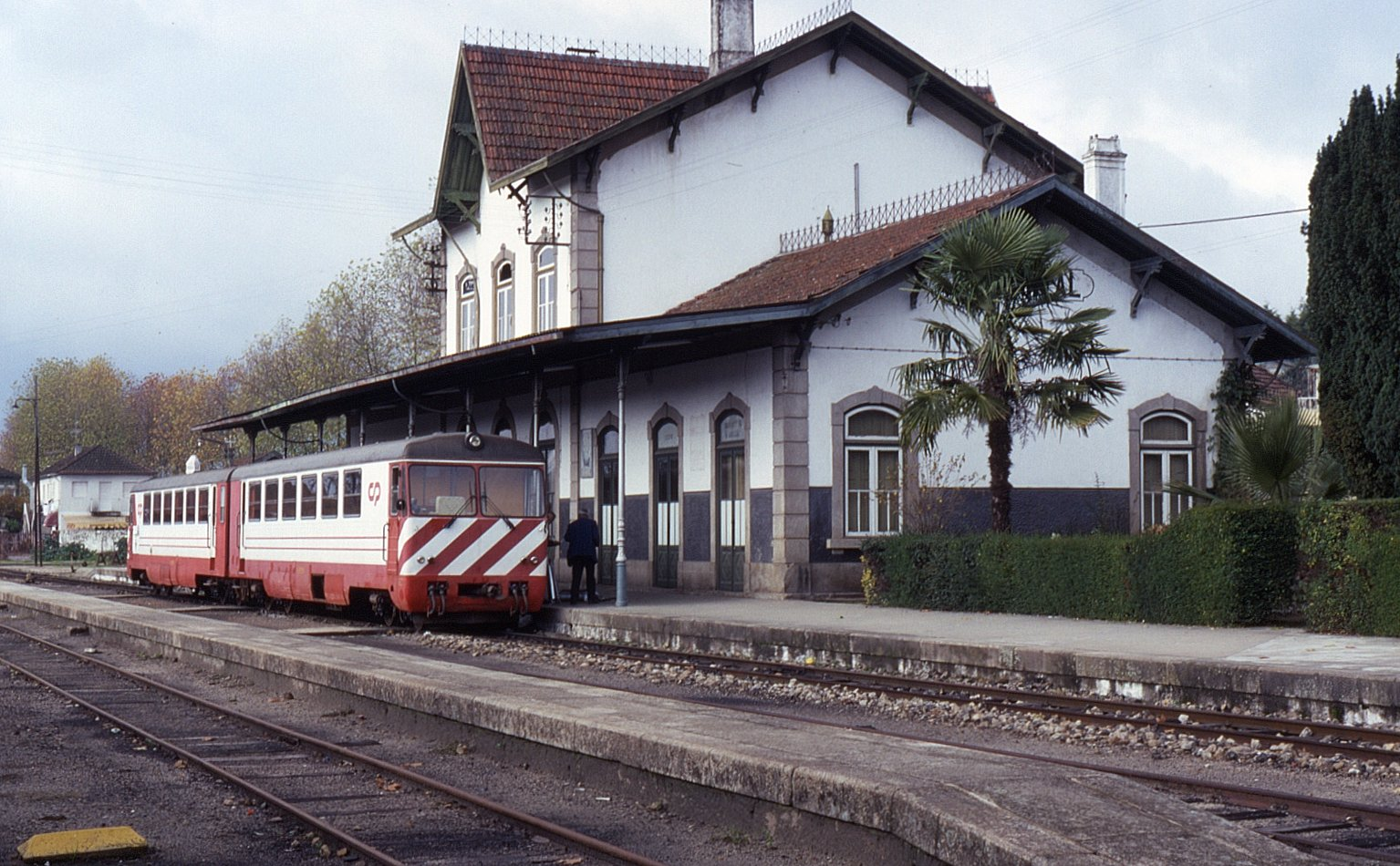
Bahnhof Vila Real (km 25,1) im Jahr 1993

Der Endbahnhof von Chaves war dafür vorgesehen, dass hier drei Eisenbahnstrecken zusammentreffen: Die Linha do Corgo, die Linha do Tâmega und eine Linie von Guimarães. Die geplante Linha de Guimarães ist nie über den Bahnhof von Fafe hinausgekommen und auch die Linha do Tâmega kam niemals in Chaves an.
Am Ende der 1980er Jahre war die Linha do Corgo in zwei Teile aufgeteilt: Régua–Vila Pouca de Aguiar, und Vila Pouca de Aguiar bis Chaves. Die letzten regulären Fahrpläne über die gesamten 96 km Strecke sahen vier Abfahrten vor, zwei je Richtung. Schon damals gab es mehr Nachfrage für die Strecke von Régua nach Vila Pouca de Aguia. Am 1. Januar 1990 wurde das Teilstück von Vila Pouca de Aguiar bis Chaves eingestellt.
Am 24. März 2009 stellte der Infrastrukturbetreiber REFER den Verkehr vorläufig auf der Strecke ein. Als Grund werden Sicherheitsmängel genannt. Die Kunden befürchten eine längerfristige Einstellung ähnlich dem Abschnitt Bragança–Mirandela auf der Linha do Tua, der seit 1991 stillgelegt wurde. Seit der vorübergehenden Stilllegung wird die Strecke komplett modernisiert, was unter anderem Sanierung der Bahnhöfe und Haltepunkte, der Schienen und des Unterbaus miteinschließt. Die Kosten belaufen sich auf insgesamt 23,4 Millionen Euro, die Strecke sollte voraussichtlich zum Fahrplanwechsel Ende 2010 wiedereröffnet werden.
Inzwischen gilt die Strecke als stillgelegt und ist vollständig abgebaut. Die Bevölkerung der Region fordert weiter die Wiedereröffnung der Strecke, auch eine Bürgerinitiative namens Movimento Cívico pela Linha do Corgo wirbt für eine Wiederöffnung. Hierzu wurden von offizieller Seite bisher jedoch keine Angaben gemacht. 2019 warb die Bürgerinitiative damit, dass ein Wiederaufbau lediglich elf Millionen Euro kosten würde, und sich die Strecke allein durch Fahrkartenverkauf, Güterverkehr, Touristencharter-Verkehre sowie eine Umwandlung der Bahnhöfe in Übernachtungsgelegenheiten tragen würde.